# Eilema mienshanica
Eilema mienshanica är en fjärilsart som beskrevs av Daniel 1954. Eilema mienshanica ingår i släktet Eilema och familjen björnspinnare. Inga underarter finns listade i Catalogue of Life.